# Albula (zoologia)
Albula Scopoli, 1777 è un genere di pesci ossei marini dell'ordine Albuliformes.

## Tassonomia

### Specie
- Albula argentea
- Albula esuncula
- Albula forsteri
- Albula gilberti
- Albula glossodonta
- Albula koreana
- Albula nemoptera
- Albula neoguinaica
- Albula oligolepis
- Albula virgata
- Albula vulpes